# Победници европских првенстава у атлетици на отвореном — 5.000 метара
Освајачи медаља на Европским првенствима у атлетици на отвореном у дисциплини трчања на 5.000 метара, која је у програму од првог Европског првенства у Торину 1934., приказани су у следећој табели са постигнутим резултатима, рекордима и билансом освојених медаља по земљама и појединачно у овој дисциплини. Резултати су приказани у минутима.
Најуспешнији појединац, после 26 Европских првенстава, је Мохамед Фара из Уједињеног Краљевство са 3 златне и једном сребрном медаљом. Од земаља најуспешније је Уједињено Краљевство са укупно 18 освојених медаља, од чега 8 златних, 5 сребрних и 5 бронзаних.
Рекорд Европских првенстава на отвореном држи Џек Бакнер из Уједињеног Краљевство са 13:10,15 (13 минута, 10 секунда, 15 стотинки) који је постигао у финалној трци Европског првенства у Штутгарту 1986.

## Освајачи медаља на Европским првенствима на отвореном
| Европско првенство     |                                       | Резултат       |                                                    | Резултат |                                      | Резултат |
| Торино 1934 детаљи     | Роже Рошар · Француска                | 14:36,8 РЕП    | Јануш Кусоћињски · Пољска                          | 14:41,2  | Илмари Салминен · Финска             | 14:43,6  |
| Париз 1938 детаљи      | Тајсто Меки · Финска                  | 14:26,8 РЕП    | Хенри Јонсон · Шведска                             | 14:27,4  | Кауко Пекури · Финска                | 14:29,2  |
| Осло 1946 детаљи       | Сидни Вудерсон · Уједињено Краљевство | 14:08,6 РЕП    | Вим Слијкхуис · Холандија                          | 14:14,0  | Еверт Ниберг · Шведска               | 14:23,2  |
| Брисел 1950 детаљи     | Емил Затопек · Чехословачка           | 14:03,0 РЕП    | Алан Мимун · Француска                             | 14:26,0  | Гастон Рајф · Белгија                | 14:26,2  |
| Берн 1954 детаљи       | Владимир Куц · СССР                   | 13:56,6 СР РЕП | Кристофер Чатовеј · Уједињено Краљевство           | 14:08,8  | Емил Затопек · Чехословачка          | 14:10,2  |
| Стокхолм 1958 детаљи   | Здислав Кржишковијак · Пољска         | 13:53,4 РЕП    | Казимиерж Зимни · Пољска                           | 13:55,2  | Рон Дилејни · Уједињено Краљевство   | 14:01,6  |
| Београд 1962 детаљи    | Брус Тало · Уједињено Краљевство      | 14:00,6        | Казимиерж Зимни · Пољска                           | 14:01,8  | Пјотр Болотников · СССР              | 14:02,6  |
| Будимпешта 1966 детаљи | Мишел Жази · Француска                | 13:42,8 РЕП    | Харалд Норпот · Западна Немачка                    | 13:44,0  | Бернд Диснер · Источна Немачка       | 13:47,8  |
| Атина 1969 детаљи      | Јан Стјуарт · Уједињено Краљевство    | 13:44,8        | Рашид Шарафетдинов · СССР                          | 13:45,8  | Алан Блинстон · Уједињено Краљевство | 13:47,6  |
| Хелсинки 1971 детаљи   | Јуха Ватаинен · Финска                | 13:32,48 РЕП   | Жан Ваду · Француска                               | 13:33,56 | Харалд Норпот · Западна Немачка      | 13:33,79 |
| Рим 1974 детаљи        | Брендан Фостер · Уједињено Краљевство | 13:17,21 РЕП   | Манфред Кушман · Источна Немачка                   | 13:23,93 | Ласе Вирен · Финска                  | 13:24,57 |
| Праг 1978 детаљи       | Венацио Ортис · Италија               | 13:28,52       | Маркус Рифел · ШвајцарскаАлександр Федоткин · СССР | 13:28,60 | није додељена                        |          |
| Атина 1982 детаљи      | Томас Весингхаге · Западна Немачка    | 13:28,90       | Вернер Шилдхауер · Источна Немачка                 | 13:30,03 | Дејв Муркрофт · Уједињено Краљевство | 13:30,42 |
| Штутгарт 1986 детаљи   | Џек Бакнер · Уједињено Краљевство     | 13:10,15 РЕП   | Стефано Меи · Италија                              | 13:11,57 | Тим Хачингс · Уједињено Краљевство   | 13:12,88 |
| Сплит 1990 детаљи      | Салваторе Антибо · Италија            | 13:22,00       | Гери Стајнс · Уједињено Краљевство                 | 13:22,45 | Славомир Мајусијак · Пољска          | 13:22,92 |
| Хелсинки 1994 детаљи   | Дитер Бауман · Немачка                | 13:36,93       | Роб Денмарк · Уједињено Краљевство                 | 13:37,50 | Абел Антон · Шпанија                 | 13:38,04 |
| Будимпешта 1998 детаљи | Исак Висиоза · Шпанија                | 13:37,46       | Мануел Панкорбо · Шпанија                          | 13:38,03 | Марк Керол · Ирска                   | 13:38,15 |
| Минхен 2002. детаљи    | Алберто Гарсија · Шпанија             | 13:38,18       | Исмаил Сгир · Француска                            | 13:39,81 | Серхиј Лебид · Украјина              | 13:40,00 |
| Гетеборг 2006 детаљи   | Хезус Еспања · Шпанија                | 13:44,70       | Мохамед Фара · Уједињено Краљевство                | 13:44,79 | Хуан Карлос Игуеро · Шпанија         | 13:46,48 |
| Барселона 2010 детаљи  | Мохамед Фара · Уједињено Краљевство   | 13:31,18       | Хезус Еспања · Шпанија                             | 13:33,12 | Хајле Ибрахимов · Азербејџан         | 13:34,15 |
| Хелсинки 2012 детаљи   | Мохамед Фара · Уједињено Краљевство   | 13:29,91       | Арне Габиус · Немачка                              | 13:31,83 | Полат Кембои Арикан · Турска         | 13:32,63 |
| Цирих 2014 детаљи      | Мохамед Фара · Уједињено Краљевство   | 14:05,82       | Хајле Ибрахимов · Азербејџан                       | 14:08,3  | Анди Вернон · Уједињено Краљевство   | 14:09,48 |
| Амстердам 2016 детаљи  | Илиас Еифа · Шпанија                  | 13:40,85       | Адел Мешал · Шпанија                               | 13:40,85 | Рихард Рингер · Немачка              | 13:40,85 |
| Берлин 2018 детаљи     | Јакоб Ингебригтсен · Норвешка         | 13:17,06       | Хенрик Ингебригтсен · Норвешка                     | 13:18,75 | Морхад Амдуни · Француска            | 13:19,14 |
| Минхен 2022 детаљи     | Јакоб Ингебригтсен · Норвешка         | 13:21,13       | Мохамед Катир · Шпанија                            | 13:22,98 | Јеманеберхан Крипа · Италија         | 13:24,83 |
| Рим 2024 детаљи        | Јакоб Ингебригтсен · Норвешка         | 13:20,11       | Џорџ Милс · Уједињено Краљевство                   | 13:21,38 | Доминик Локињомо Лобалу · Швајцарска | 13:21,61 |
| Бирмингем 2026         |                                       |                |                                                    |          |                                      |          |

## Биланс медаља
| #   | Држава               |    |    |    |    |
| --- | -------------------- | -- | -- | -- | -- |
| 1.  | Уједињено Краљевство | 8  | 5  | 5  | 18 |
| 2.  | Шпанија              | 4  | 4  | 2  | 10 |
| 3.  | Норвешка             | 3  | 1  | 0  | 4  |
| 4.  | Француска            | 2  | 3  | 1  | 6  |
| 5.  | Италија              | 2  | 1  | 1  | 4  |
| 6.  | Финска               | 2  | 0  | 3  | 5  |
| 7.  | Пољска               | 1  | 3  | 1  | 5  |
| 8.  | СССР                 | 1  | 2  | 1  | 4  |
| 9.  | Западна Немачка      | 1  | 1  | 1  | 3  |
| 9.  | Немачка              | 1  | 1  | 1  | 3  |
| 11. | Чехословачка         | 1  | 0  | 1  | 2  |
| 12. | Источна Немачка      | 0  | 2  | 1  | 3  |
| 13. | Шведска              | 0  | 1  | 1  | 2  |
| 13. | Швајцарска           | 0  | 1  | 1  | 2  |
| 13. | Азербејџан           | 0  | 1  | 1  | 2  |
| 16. | Холандија            | 0  | 1  | 0  | 1  |
| 17. | Белгија              | 0  | 0  | 1  | 1  |
| 17. | Ирска                | 0  | 0  | 1  | 1  |
| 17. | Украјина             | 0  | 0  | 1  | 1  |
| 17. | Турска               | 0  | 0  | 1  | 1  |
|     | Укупно 20 земаља     | 26 | 27 | 25 | 78 |

|    | Атлетичар          | Земља                |   |   |   |   |
| -- | ------------------ | -------------------- | - | - | - | - |
| 1. | Мохамед Фара       | Уједињено Краљевство | 3 | 1 | 0 | 4 |
| 2. | Јакоб Ингебригтсен | Норвешка             | 3 | 0 | 0 | 3 |
| 3. | Хезус Еспања       | Шпанија              | 1 | 1 | 0 | 2 |
| 4. | Емил Затопек       | Чехословачка         | 1 | 0 | 1 | 2 |
| 5. | Казимиерж Зимни    | Пољска               | 0 | 2 | 0 | 2 |
| 6. | Харалд Норпот      | Западна Немачка      | 0 | 1 | 1 | 2 |
| 6. | Хајле Ибрахимов    | Азербејџан           | 0 | 1 | 1 | 2 |